# Narre Warren South
Narre Warren South är en del av en befolkad plats i Australien. Den ligger i kommunen Casey och delstaten Victoria, omkring 39 kilometer sydost om delstatshuvudstaden Melbourne.
Runt Narre Warren South är det tätbefolkat, med 286 invånare per kvadratkilometer.. Närmaste större samhälle är Berwick, nära Narre Warren South.
Runt Narre Warren South är det i huvudsak tätbebyggt. Genomsnittlig årsnederbörd är 1 251 millimeter. Den regnigaste månaden är maj, med i genomsnitt 154 mm nederbörd, och den torraste är januari, med 51 mm nederbörd.